# عومان (ماوية)

تعديل مصدري - تعديل

عومان  هي إحدى قرى مديرية ماوية بمحافظة تعز اليمنية، بلغ تعداد سكانها 156 نسمة حسب التعداد السكاني في اليمن في 2004.